# Philothalpus analis
Philothalpus analis är en skalbaggsart som först beskrevs av Wilhelm Ferdinand Erichson 1840.  Philothalpus analis ingår i släktet Philothalpus och familjen kortvingar. Inga underarter finns listade i Catalogue of Life.